# 卡戎龍屬
卡戎龍（發音：/kəˌroʊnəˈsɔːrəs/ kə-ROH-nə-SAWR-əs，意為「卡戎的蜥蜴」）是一屬賴氏龍亞科鴨嘴龍科恐龍。模式種兼唯一的種嘉蔭卡戎龍（Charonosaurus jiayinensis）於2000年命名、敘述，化石發現於分隔中國和俄羅斯的黑龍江南岸，靠近黑龍江省嘉蔭縣的漁亮子組，地質年代為白堊紀馬斯垂克階末期。

## 發現歷史

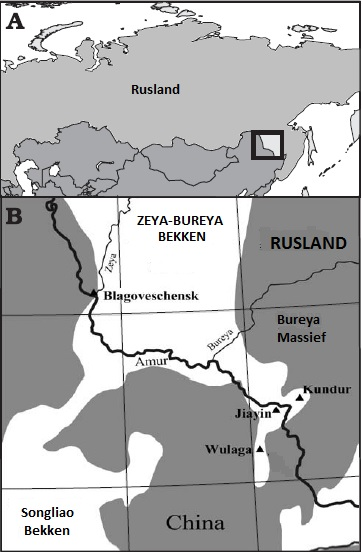
A.阿穆爾-黑龍江地區在亞洲的位置圖（俄羅斯遠東-中國東北）
B.三角形標示出主要的賴氏龍亞科遺址

早在20世紀初，俄羅斯與中國交界的黑龍江岸就有發現鴨嘴恐龍的遺骸，但最早的發現是在中國那側。其中一些被歸類於克氏櫛龍（Saurolophus kryschtofovici）或阿穆爾糙齒龍（Trachodon amurense）。俄國人於1916年和1917年夏天進行了兩次考察，發現了鴨嘴龍科的遺骸。A.N. Riabinin於1925年根據其中一件部分骨骼將其命名為糙齒龍屬的新種，並於1930年修改成滿洲龍的模式種（Mandschurosaurus amurensis）。後續研究發現他剛命名的屬並非來自單一物種的遺骸，而是由許多個體的遺骸混雜組成。時至今日，該屬被認為是個疑名。1930年的另一份研究中，Riabinin以巴納姆·布朗於1912年敘述的加拿大化石為根據，敘述了來自該地區可能屬於櫛龍的殘骸，然而隨著時間流逝，克氏櫛龍也被認為是疑名。
自1975年，許多中國科學研究機構開始了黑龍江岸中國那側的挖掘活動，並在四個主要地區（嘉蔭縣、烏拉嘎鎮、昆杜爾鎮、布拉戈維申斯克）發現以鴨嘴龍科為主的骨床，在這些物種混雜的大量骨骼中，主要以賴氏龍亞科佔多數，其餘多是甲龍科、獸腳類、鱷魚、烏龜的單件殘骸或牙齒。2000年，帕斯卡·迦得弗利茲（Pascal Godefroit）、昝Shuqin和金立勇發表了關於成群化石中一種未知物種的發現，並建立成新屬卡戎龍屬。迦得弗利茲是比利時古生物學家，同時也是布魯塞爾比利時皇家自然史博物館「地球與生命史」部門的營運總監，專門研究鴨嘴龍科；而昝和金隸屬於長春科技大學自然歷史博物館。

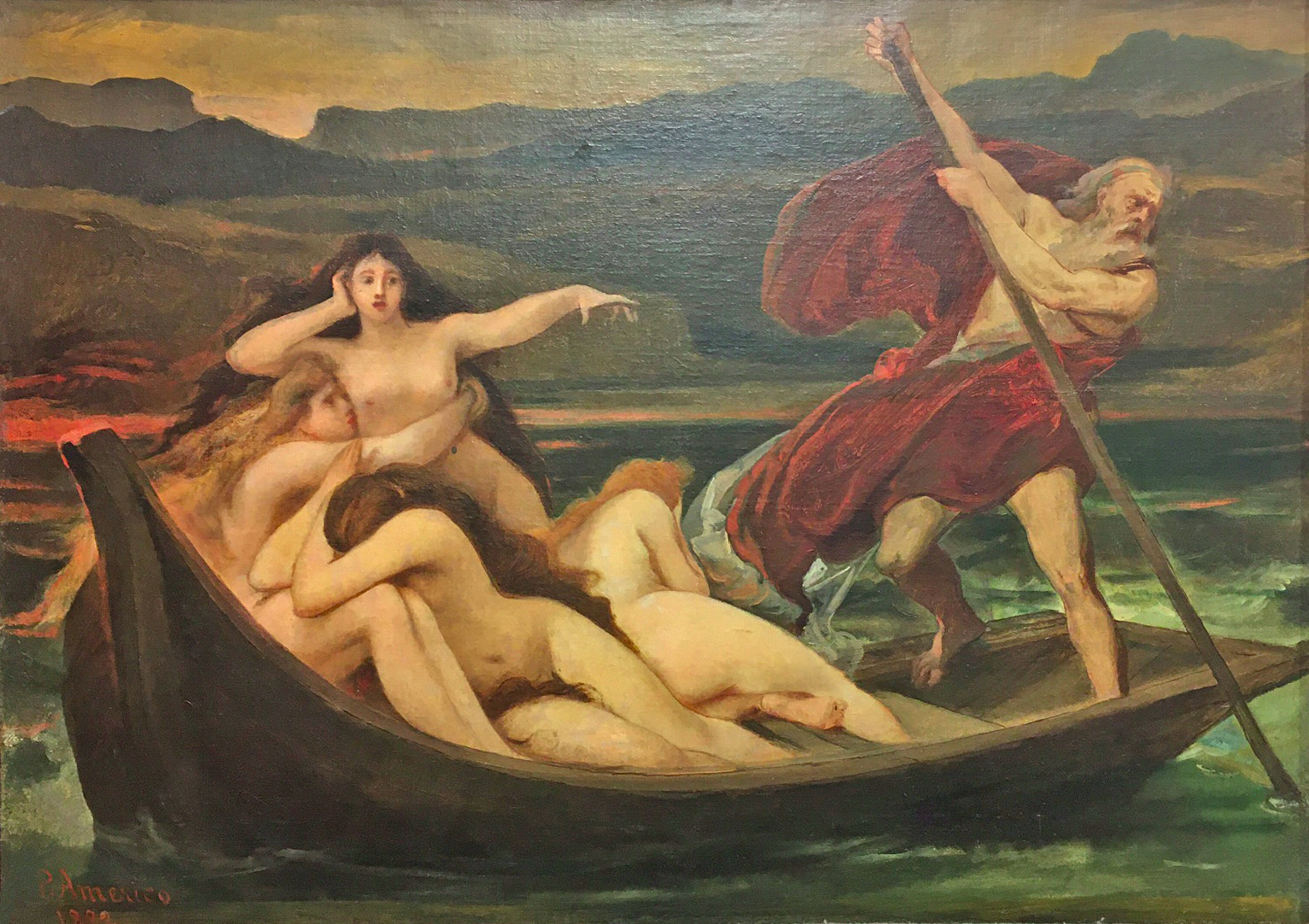
卡戎龍名字源自希臘神話中的卡戎，黑帝斯的船夫，斯堤克斯河的靈魂載運者

屬名取自希臘神話中的冥河渡神卡戎；種名意指發現地來自嘉蔭，位於距離嘉蔭縣8公里處的黑龍江（阿穆爾河）南岸，座標為48 ° 53 'N, 130 ° 27' E。正模標本（編號CUST J-V1251-57）是一個部分頭骨，現保存於長春科大自然史博館。同一地區發現的成年和幼年鴨嘴龍科遺骸，可能代表著與卡戎龍相同物種，並提供了顱後骨骼的資訊。

## 敘述
敘述論文以標本編號CUST J-III和JV, GMH Hlj-16、77、87、101、140、143、144、178、195、196、207、278、A10、A12以及「magnus」為基礎。
卡戎龍是種很大型的賴氏龍亞科，估計體長約10公尺，僅股骨就長達1.35公尺，超越其他所有鴨嘴龍類的紀錄，只有巨型山東龍除外。根據葛瑞格利·保羅的普林斯頓恐龍百科（The Princeton Field Guide to Dinosaurs），估計長10公尺及重5噸。

### 頭骨
頂骨結構是卡戎龍的鑑定特徵，其背面呈圓形並缺乏矢狀嵴；其他動物的頂骨通常較短。上眶骨形成與頂骨中的腔相吻合的骨瘤，敘述者將上顳孔描述為短而寬。
鱗狀骨外部幾乎完全由眶後骨的尾支所覆蓋，並長而寬；這也是鑑定特徵之一。鱗狀骨外側在髁腔上方突起。有一個後髖臼突，腹側縮短，達到枕骨大孔高度的一半；枕骨旁的另一個枕突也是如此。眶後骨及後背形成頭冠。
鑑定特徵還包括低矮的前枕突和髖臼突。枕骨髁具有一縮短、垂直關節面的基枕頸。另一鑑定特徵為基蝶骨突出的對稱翼突。顴骨有一道矢狀突，其腹側向上加長，側觀呈對稱圓形。
敘述者還提到上頜骨側邊發達的外翼骨嵴，這是鴨嘴龍科的典型特徵；值得注意的是，卡戎龍的外翼骨嵴位在上頜骨後部一半的位置，不同於櫛龍亞科的情況。關節面加長的方骨與其他鴨嘴龍科沒有太大的差異。缺乏開放的副腔靜脈孔。
一個發育良好的齒骨向下傾斜約30度。敘述者指出具有40排牙齒，形成齿系（Dental batteries），是種相當於哺乳類牙齒的複雜結構，可用於研磨食物。成年動物的其中一排沒有很多牙齒，因為二至三個高齒（最高齒冠5公分）中只有一至兩個有在使用。鴨嘴龍類以木賊、蕨類、針葉樹或原始被子植物（皆為硬食）為主食，咀嚼容易造成牙齒的損耗，因此除了一般動物使用的牙齒外，還有成排的新牙齒可供替換。卡戎龍具有牙間隙，年輕時較小，成年後較大。

### 顱後骨骼
薦骨有9節融合的脊椎。
鳥喙骨與其他鴨嘴龍科沒有顯著差異；值得注意的是頭朝腹向的鉤狀附屬物，其側邊突出的隆起被詮釋為肱二頭肌的附著點。肱骨的鑑定特徵在於肱三頭肌嵴冠，在較年長的卡戎龍中尤其明顯；肱骨下半部還有一道三角肌-胸椎嵴冠；這代表著其肱二頭肌及肱三頭肌發育良好。敘述者亦提到加長、纖細的前肢也是鑑定特徵。他們測量了骨骼總長度與近端寬度之比，得出橈骨大於6.6及尺骨大於6.3。第五掌骨類似副櫛龍。
髂骨的前髖臼突比其他鴨嘴龍科更長而成為鑑定特徵。整塊髂骨與附屬物長度的比值大於2.1。反轉子突出。坐骨末端為塊狀的腳。股骨長1.35公尺。

## 分類

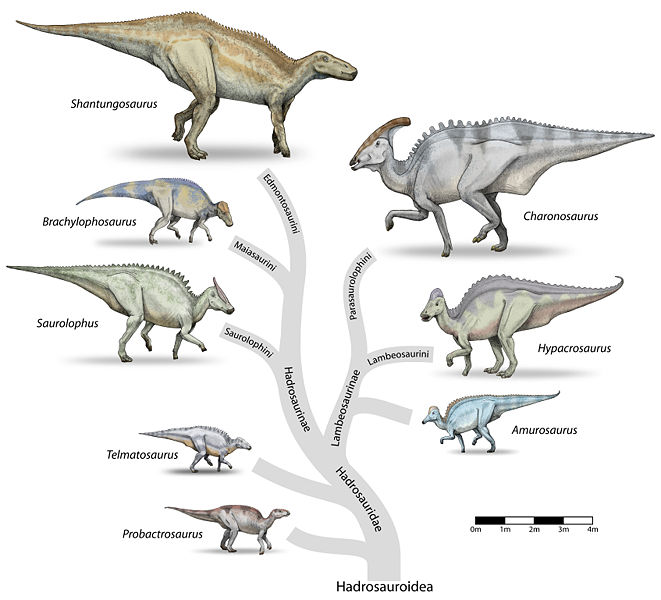
卡戎龍位於鴨嘴龍科演化樹的位置。原巴克龍（左下一）代表基礎鴨嘴龍超科；沼澤龍（左下二）代表基礎鴨嘴龍科；接著分化出兩大族系：有頭冠的賴氏龍亞科與頭部平坦的櫛龍亞科；前者以阿穆爾龍（右下一）為基礎代表、亞冠龍（右中）代表冠龍族、卡戎龍（右上）代表副櫛龍族；後者由櫛龍（左中）代表櫛龍族、短冠龍（左中上）代表慈母龍族、山東龍（左上）代表愛德蒙托龍族

根據系統發生學分析，卡戎龍屬於鴨嘴龍科的賴氏龍亞科，並與副櫛龍關係最為接近，牠們一起構成副櫛龍族演化支。
卡戎龍的發現，也代表著亞洲的賴氏龍亞科成功倖存至白堊紀的最末期（而北美洲的賴氏龍亞科在馬斯垂克階晚期已經消失或未得知）。

## 古生態學

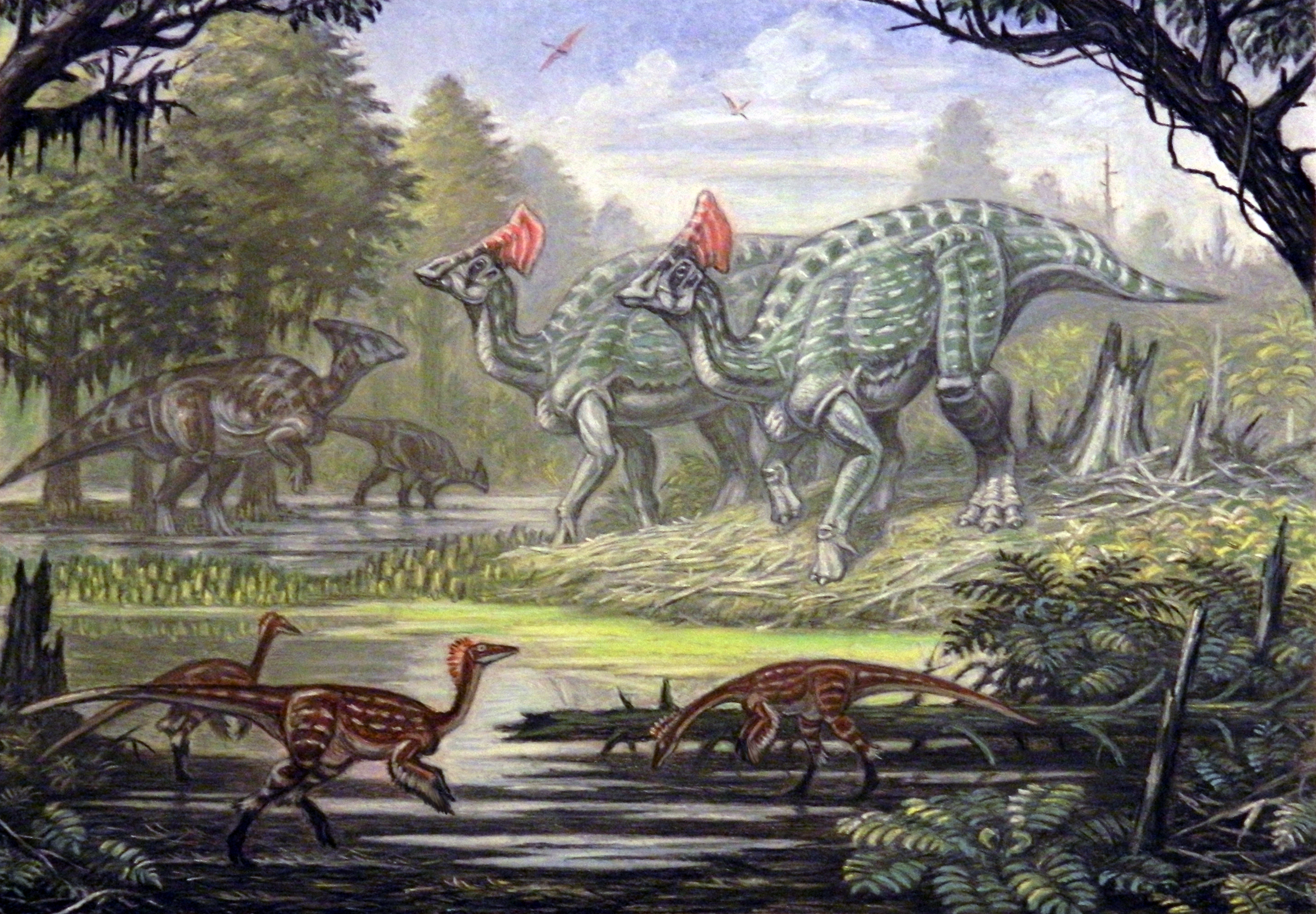
白堊紀末期的黑龍江地區生態藝術描繪：卡戎龍（背景）、扇冠大天鵝龍（右）、似鳥龍科（前）

卡戎龍出土於中國黑龍江省北緣的漁亮子組。研究人員依據孢粉學理論，由沃氏粉屬（Wodehouseia spinata）、鷹粉屬（Aquilapollenites subtilis）花苞顆粒鑑定得出該沉積層的確切年代，為中生代的最末期，馬斯垂克階中至晚期，約7060萬至6604.3萬年前，與鄰近阿穆爾州南部的烏都楚坎組（Udurchukan Formation）相同。兩地生態系均由賴氏龍亞科佔優勢地位。包含黑龍江龍、阿穆爾龍、扇冠大天鵝龍；但也有一些是頭部平坦的櫛龍亞科，如烏拉嘎龍、克貝洛斯龍、昆杜爾龍、可疑的滿洲龍和克氏櫛龍。；另外當地還有發現獸腳類特暴龍、未鑑定的甲龍類、烏龜Amuremys planicostata、未鑑定的鱷魚等。